# Angie Ponce
Angie Paola Ponce Baque (Guayaquil, Guayas, Ecuador, 14 de julio de 1996) es una futbolista ecuatoriana que juega como defensa y su actual equipo es el FIU Panthers femenino de la División I de la NCAA de los Estados Unidos.

## Biografía
Angie Ponce comenzó en el futbol desde muy temprana edad, a los 6 años ya jugaba junto a muchos amigos del barrio, su padre fue quien le inculcó el amor al fútbol, fue su primer entrenador y le enseñó las cosas esenciales de este deporte.
A la edad de 12 años ganó una beca para estudiar en el Liceo Grancolombiano, gracias a sus condiciones fue convocada por la federación del Guayas para representar a la provincia en sus campeonatos, posteriormente fue llamada a formar parte de la Selección sub-17 y sub-20 de Ecuador en el año 2012.
En el año 2013 inició su carrera profesional en el Rocafuerte Fútbol Club, que estaba al mando de la DT Wendy Villón; hoy en día se encuentra estudiando en la Universidad Internacional de Florida, y juega para el FIU Panthers que pertenece a dicha Universidad.
Uno de sus anhelos es jugar profesionalmente en el continente europeo, así como también el de representar a Ecuador en otra cita mundialista.

## Trayectoria

### Rocafuerte FC
Se inició en el fútbol profesional en el año 2013 jugando para el Rocafuerte FC, allí permaneció por 2 temporadas.

### Talleres Emanuel
Para el año 2014 se incorporó al club Talleres Emanuel de Santa Elena, y permaneció hasta el año 2018.

### Monroe Mustangs
A finales del 2018 llegó al equipo Monroe Mustangs, que pertenece al Monroe College y que ubica en la ciudad de Nueva York, Angie militó en dicho club gracias a una beca que obtuvo Angie para estudiar Gestión Deportiva en aquella Universidad.

### FIU Panthers
Una vez que obtuvo el título en gestión deportiva, Angie fichó por el FIU panthers femenino en el 2020, club que pertenece a la Universidad Internacional de Florida.

## Selección nacional
Ha sido internacional con la Selección femenina de fútbol de Ecuador que participó en la Copa del Mundo 2015 jugada en Canadá.

### Participaciones en Copas del Mundo
| Mundial                                 | Sede   | Resultado    | Partidos | Goles |
| --------------------------------------- | ------ | ------------ | -------- | ----- |
| Copa Mundial Femenina de Fútbol de 2015 | Canadá | Primera Fase | 3        | 1     |

### Participaciones en Copa América
| Copa América               | Sede    | Resultado    | Partidos | Goles |
| -------------------------- | ------- | ------------ | -------- | ----- |
| Copa América Femenina 2014 | Ecuador | Tercer lugar | 4        | 0     |
| Copa América Femenina 2018 | Chile   | Primera fase | 2        | 0     |

## Clubes
| Club             | País    | Año           | Part. | Goles |
| ---------------- | ------- | ------------- | ----- | ----- |
| Rocafuerte F.C   | Ecuador | 2013 - 2014   |       | 8     |
| Talleres Emanuel | Ecuador | 2014 - 2018   |       | 27    |
| Monroe Mustangs  | Ecuador | 2018 - 2019   |       |       |
| FIU Panthers     | Ecuador | 2019 - Actual |       |       |
| Total            | Total   | Total         |       | 35    |